# 紀念日
纪念日是指某年某月某日發生了一件特別事情以致當事人、團體或是一個國家民族的記憶深刻，意义非凡，於是每年當天人们，团体或是国家都會以不同的方式去慶祝、懷念或是悼念。
而與國家或是宗教相關的紀念日一般來說會休假一天，成為法定假日。若重大日子人們更會在前一天準備，稱作前夕，如中秋節前夕、大除夕、平安夜等。

## 個人相關的紀念日
- 周年纪念日（英语：Anniversary），一年一度的纪念日
  - 生日，在生者的诞辰
  - 结婚纪念日，结婚周年纪念日
  - 忌日，往生者的卒日或忌辰
- 禧年纪念日，特定年份的纪念日
- 主题日，特定主题的纪念日